# 韓國—澳大利亞關係
韩澳关系（韓語：대한민국-오스트레일리아 관계），又称澳韩关系（호주-한국 관계）是指韩国与澳洲的双边关系。韩澳两国皆为二十国集团、经合组织、亚太经合组织成员国。双方于1961年10月1日正式建立全面外交关系，两国拥有紧密的经贸关系。韩国在澳洲首都堪培拉设有驻加大使馆，在悉尼、墨尔本、布里斯班设有驻澳洲总领馆。澳洲在韩国首都首尔设有驻韩大使馆，在釜山设有名誉领事馆。
根據2017年英国广播公司的调查，61％的澳洲公民对韩国有好感，24％的澳洲公民对韩国的影响力持负面态度。使得澳洲成为全世界對韩国持有最正面看法的國家之一。

## 历史与概要
韩澳关系可以被追溯至1889年，当年曾有澳洲籍的基督新教传教士在朝鲜王朝釜山登陆，1904年，澳洲摄影师乔治·罗斯（George Rose）访问了韩国并广泛地用照片记录了20世纪初韩国人的生活。此后，因为日本吞并韩国，在二战以前，韩国与澳洲几乎再无任何直接往来，但在太平洋战争时期，有少量朝鲜籍日本兵参加了对澳洲及新幾內亞領地的战争。1948年，大韩民国成立并得到澳洲外交承认，1950年，韩战爆发时，澳洲参加了联合国军并于1950年7月7日派遣17,000名军人援助韩国，直到1953年板门店协定签署后才撤出韩国。尽管如此，韓國總統李承晚曾公開指責英國、加拿大、紐西蘭及澳洲等英聯邦派兵國「影響麥克阿瑟遭到撤職」
大韩民国于1953年在澳洲第一大城市悉尼开设了总领事馆，其后更于1961年与澳洲建交，翌年，两国相互在对方国家开设了大使馆。不久后两国即派遣了30余万人的军队支援越南战争中的美国与越南共和国，两国亦通过在朝鲜战争和越南战争中的团结合作加深了双边关系。朴正熙执政期间，两国曾进行高层互访。1999年9月，时任韩国总统金大中对澳大利亚进行了国事访问，访问期间双方宣布将两国关系发展成为“面向21世纪的新伙伴关系”。2000年5月，时任澳大利亚总理霍华德对韩国进行了回访。澳大利亚与新西兰一道是韩国重要的资源进口国，韩国长期保持贸易逆差。
澳洲和韓國在东北亚及印太地區擁有重要的共同安全利益，澳洲政府亦认为朝鮮半島的和平與穩定以及穩定、開放和以規則為基礎的印太地區“對兩國的經濟繁榮和安全至關重要。”此外，澳洲也是除美國外唯一與韓國舉行2+2部長級會議的國家。2021年9月，澳洲外長瑪麗斯·佩恩、國防部長彼得·達頓與韩国外長郑义溶、國防部長徐旭在首爾參加了在首爾舉行的第五次2+2外長會晤。韩澳双方歡迎澳洲總理莫里森和韩国總統文在寅同意努力將雙邊關係提升為全面戰略夥伴關係，並同意探索新的製度基礎以加強防務合作。韩澳双方也同意在2019冠狀病毒病疫情應對、疫情後經濟復甦、軍事訓練和演習、國防科技、國防後勤和支持、氣候變化以及加強本已強勁的貿易關係等廣泛領域推進合作。郑义溶和佩恩亦簽署了關於網路和關鍵技術合作的諒解備忘錄。
2021年12月，韩国总统文在寅访問澳大利亞，兩國關係提升為全面战略合作伙伴关系。同時韓澳签署10亿澳元军工协议，这是澳大利亚有史以来与亚洲国家签署的金额最大的一笔军工协议。
澳洲大使館与奧地利駐韓大使館位於同一棟建築，且澳洲（韓語：오스트레일리아）与奥地利（韓語：오스트리아）二词在韩语中读音相似，因此時常有郵件誤遞及誤導訪客的情形。前奧地利駐韓大使威廉·頓科表示，許多詢問澳洲相關事宜的信件，均誤寄至奧地利大使館。

## 经贸关系

1988年以来澳洲对韩国的出口贸易额变化表（/百万澳元）

1988年以来韩国对澳洲的出口贸易额变化表（/百万澳元）

随着20世纪70年代以来韩国经济的发展对原材料需求的不断扩大，韩澳在经济上的合作也得到了逐步加深。2014年，韩国与澳洲签署了自由贸易协定。
韩澳两国外交部長於2019年12月10日在悉尼簽署了2009年澳大利亞和韓國發展合作諒解備忘錄的更新版本。它為加強韩澳双方在印太地區的發展援助合作工作提供了框架。此外，兩國正在探索加強務實合作的方法，重點是印太地區、包容性和可持續發展以及加強項目有效性。

## 旅遊

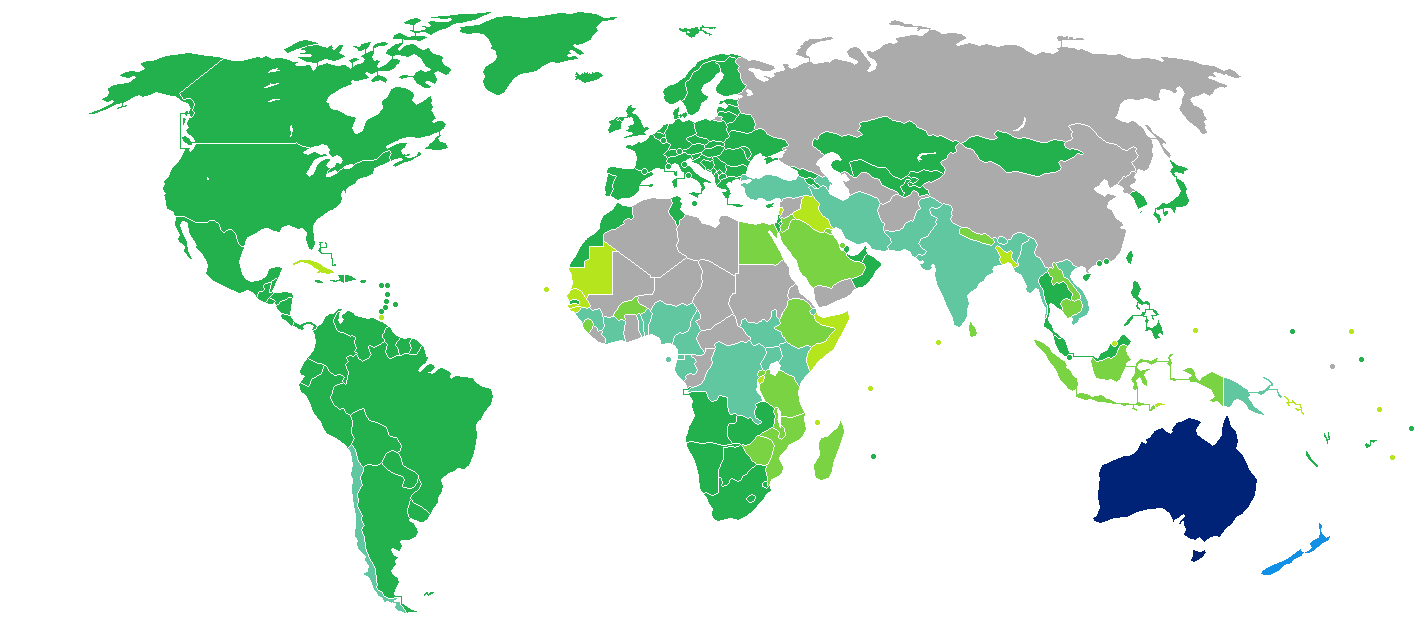
持澳洲護照的澳洲公民簽證要求分布圖：入境韩国可以免簽證。

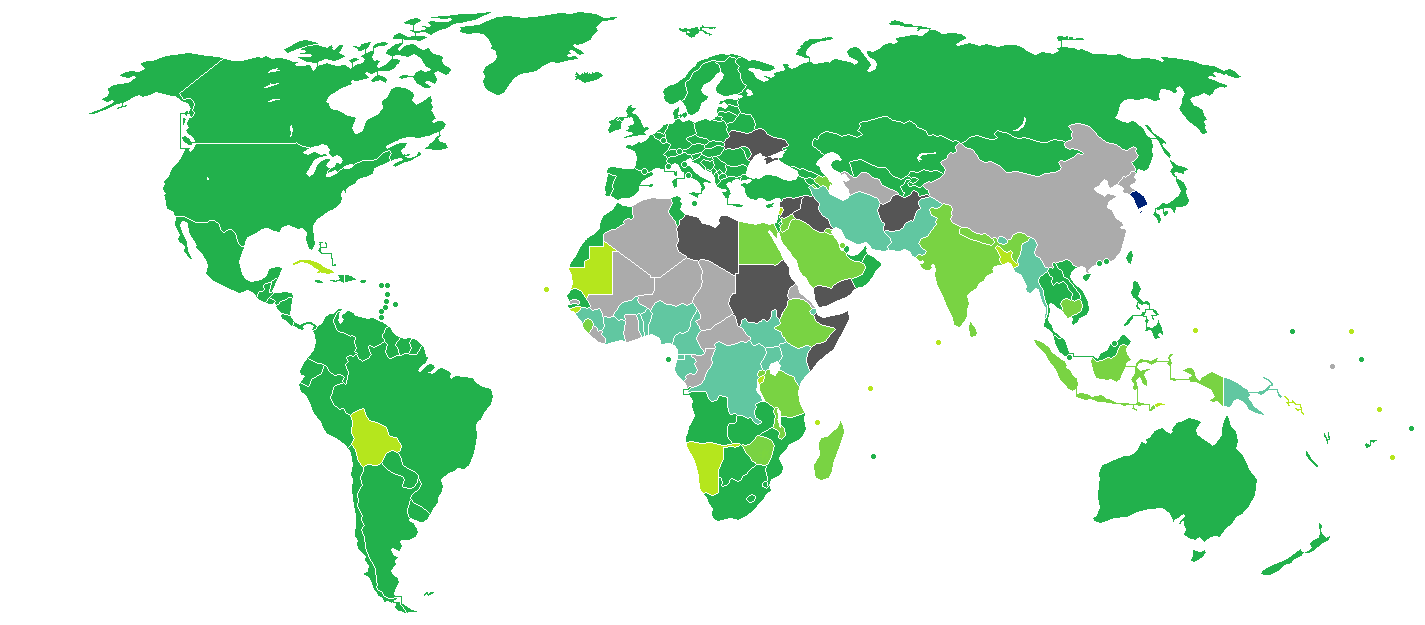
持韓國護照的韓國公民簽證要求分布圖：入境澳洲可以電子簽證。

### 簽證
持澳洲護照的澳洲公民可以免签证入境韩国，停留不超过90天。
持有韩国護照的韩国公民以旅遊或商業目的，可以電子簽證（Electronic Travel Authority, ETA）的方式入境澳洲，有效期1年可多次入境，每次停留最多3個月。韩国公民可以使用SmartGate自動查驗通關，節省辦理出入境的時間。
此外，兩國每年皆提供特定名額的18－30歲青年為期1年的度假打工簽證（皆必須未曾取得此種簽證，澳洲提供無名額限制）。

## 交通

### 航空
兩國有直航班機，雙邊航班來往的城市如下：

#### 客運
| 大韓民國 | （按照都會區人口排列）                                             |
| -------- | ------------------------------------------------------------------ |
| 首尔     | 雪梨（大韩航空、韓亞航空） 墨爾本（韓亞航空） 布里斯本（大韩航空） |

#### 貨運
| 大韓民國 |                  |
| -------- | ---------------- |
| 首尔     | 雪梨（大韩航空） |